# Museu de Belas Artes de Boston
O Museu de Belas Artes de Boston (em inglês:  Museum of Fine Arts) em Boston, Massachusetts, é um dos maiores museus dos Estados Unidos e guarda a segunda maior coleção permanente de obras de arte na América, depois do Museu Metropolitano de Arte, em Nova Iorque.
O museu foi criado em 1870 a abriu em 1876. O projeto foi do arquiteto Guy Lowell e sua construção é em estilo Neo-clássico.
O museu está aberto diariamente das 10:00 às 17:00. exceto terça-feira.